# Мекелит, Зинаида Дмитриевна
Зинаида Дмитриевна Мекелит (в некоторых источниках Мекелито; 1900, Каменец-Подольский — 24 февраля 1990, Нестеров, Львовская область) — советская учительница, жительница Кривого Рога. Праведник народов мира (1997).

## Биография
Родилась в 1900 году в Каменце-Подольском в семье священника Александра-Невского храма Дмитрия Кавецкого, старшая из трёх дочерей.
Училась в частной женской гимназии (ныне средняя школа № 5), получила педагогическое образование, учитель русского языка и литературы.
В Немирове познакомилась с преподавателем немецкого языка Василием Касьяновичем Мекелитом (род. 1893). В 1923 году пара обручилась и у них родилась дочь Любовь. В связи со службой мужа семья часто переезжала, жили на Хмельниччине и Виннитчине. В 1933 году поселились в Кривом Роге, где Зинаида преподавала в школе № 25, а Василий работал заведующим партийной школой и преподавателем кафедры иностранных языков в Криворожском горно-рудном институте.
В 1934 году репрессирован муж, потерял свои должности, устроился на короткое время в школу, где работала Зинаида. В апреле 1938 года (по другим данным 1937 года) муж был арестован повторно, расстрелян вскоре после ареста. Его судьба оставалась неизвестной до реабилитации в 1956 году.
Со временем Зинаида родила сына и переехала в Жовкву. Любовь Цвирко стала учительницей, сын избрал профессию врача.
Умерла 24 февраля 1990 году в Жолкве. Похоронена в Каменце-Подольском.

## Спасение евреев
В августе 1941 года Красная армия покинула Кривой Рог. С первых месяцев оккупации нацисты создали оккупационную администрацию, вспомогательные службы. В октябре 1941 года начались расстрелы евреев.
В это время отдельные советские солдаты выходили из окружения и совершали побеги из лагерей военнопленных, возвращались в родные места или стремились вернуться в армию. Среди них были евреи, директор школы № 1 Борис Муравский и бывший ученик школы № 25 Вениамин Гдолевич. Раненый в плечо Гдолевич, не имея другого убежища, обратился к своей учительнице. Первое время его прятали в гардеробе и разных помещениях дома. Впоследствии Зинаида с дочерью Любой выкопала в саду укреплённую досками и кирпичом землянку. Похожим образом у них оказался и Борис Муравский, который залечив ранения решил идти на восток за линию фронта. Зинаида снарядила его в путь, помимо прочего предоставив документы своего репрессированного мужа.
По данным Яд Вашем, кроме этих красноармейцев, Зинаида Мекелит и её дочь Любовь Цвирко приютили во время облав Бориса Рейниша и его дочерей Ирину и Надежду. Также среди спасённых упоминаются сёстры Сичкарь. Руководствуясь альтруизмом мать и дочь тратили на содержание преследуемых собственные средства, распродавали имущество. Их соседи вероятно знали о действиях Мекелит, но не выдали ни их, ни евреев.
Вернувшийся после войны в Кривой Рог Борис Муравский написал заметку о подвиге своей коллеги в армейскую газету «Красная Звезда» (есть упоминание, что её наградили Орденом Отечественной войны, но это не подтверждается другими источниками).

## Награды
- Праведник народов мира (1997, посмертно).

## Память
- В 2020 году установлена памятная доска на фасаде Центрально-Городского лицея (ранее школе № 25) в городе Кривой Рог[4].